# Musée d'Art du comté de Los Angeles

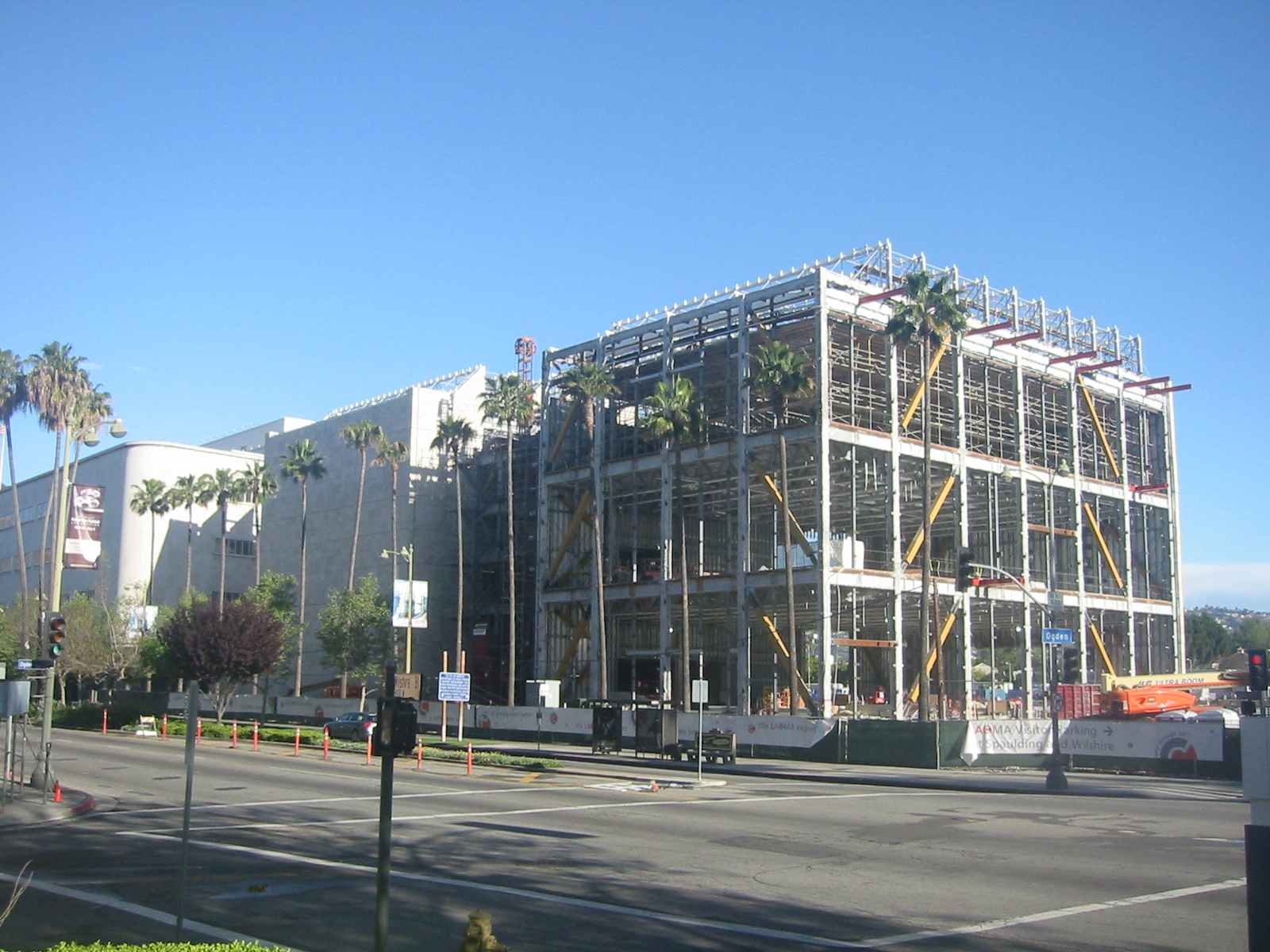
Musée d'Art du comté de Los Angeles sur Wilshire Boulevard.

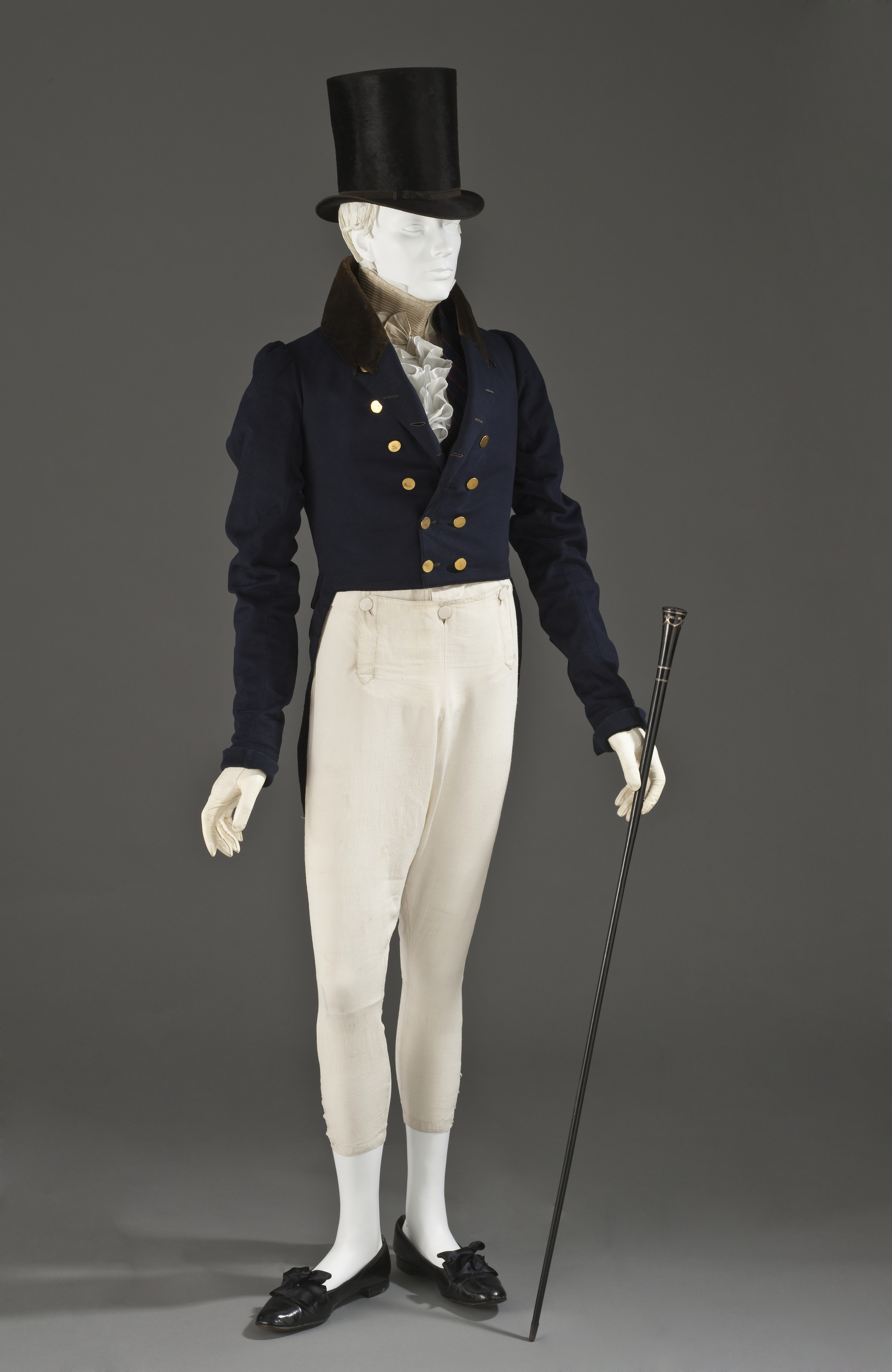
Collection de vêtements masculins des années 1820-1830 au musée.

Le musée d'Art du comté de Los Angeles (en anglais, Los Angeles County Museum of Art : LACMA) est le musée d'art officiel du comté de Los Angeles. Il se situe au 5905 Wilshire Boulevard, dans le quartier de Miracle Mile, à Los Angeles dans l'État de Californie.

## Historique
Le musée d'Art du comté de Los Angeles a été fondé en 1910. Il fait partie à l'origine du musée des Sciences, de l'Histoire et de l'Art dans la zone d'Exposition Park, près de l'université de Californie du Sud, avant de devenir une institution indépendante consacrée à l'art en 1961. Le musée déménage dans ses locaux actuels en 1965, sur la parcelle du Rancho La Brea Tar Pits. En 1991 le musée achète le bâtiment adjacent, ayant appartenu à The May Department Stores Company, ce qui lui donne 30 % d'espace supplémentaire. Cette zone est appelée LACMA West.
Depuis juin 2006, le LACMA est dirigé par Michael Govan.
Une nouvelle aile, conçue par l'architecte Renzo Piano, est inaugurée en 2008 sous le nom de Broad Contemporary Art Museum (BCAM).

## Collections
Le LACMA présente plus de 250 000 œuvres, réparties dans dix pavillons consacrés à un des domaines suivants :
- Art américain
- Art amérindien
- Art de l'Égypte antique
- Art de la Grèce antique
- Arts d'Islam
- Art africain
- Costumes et textiles
- Arts décoratifs
- Sculpture et peinture européennes
- Art d'Asie orientale
- Art du monde indien
- Asie du sud-Est
- Photographie
- Gravures et dessins
- Art du XXe siècle

Il présente des films, allant des classiques muets aux films contemporains étrangers. Le musée comprend une des plus grandes collections d'art latino-américain grâce à la généreuse donation de plus de 2 000 œuvres d'art par Bernard Lewin (en) et sa femme Edith Lewin en 1996.
Devant l'entrée du musée se trouve une installation composée de plus de 200 réverbères, imaginée par l'artiste Chris Burden en 2008 et intitulée Urban Light.
Œuvres notables
- La Sainte Famille avec sainte Catherine d'Alexandrie, par Lavinia Fontana en 1581.
- Autoportrait en sainte Catherine d'Alexandrie, par Virginia Vezzi vers 1624-1626.
- Nature morte aux fromages, artichaut et cerises, par Clara Peeters vers 1625.
- Virginia Vezzi, épouse de l'artiste, en Marie Madeleine, par Simon Vouet vers 1627.
- La Résurrection de Lazare, par Rembrandt vers 1630-1632.
- La Madeleine à la flamme filante, par Georges de La Tour vers 1635-1637.
- L'Accord parfait, par Antoine Watteau vers 1719.
- Les Bulles de savon, par Jean Siméon Chardin après 1739.
- Cueilleuses de coton, par Winslow Homer en 1876.
- Jeune Femme au chapeau rond, par Édouard Manet vers 1877-1879.
- La Diligence de Tarascon, par Vincent van Gogh en 1888.
- Nymphéas, par Claude Monet vers 1897-1898.
- La Place du Théâtre Français, par Camille Pissarro en 1898.
- Les Lutteurs, par Thomas Eakins en 1899.
- Portrait de Guillaume Apollinaire, par Maurice de Vlaminck vers 1904-1905.
- Jeune Femme du peuple, par Amedeo Modigliani en 1918.
- Le Thé dans le jardin, par Henri Matisse en 1919.
- La Trahison des images, par René Magritte en 1929.
- Le Libérateur, par René Magritte en 1947.
- La Gerbe, par Henri Matisse en 1953.
- Cold Shoulder, par Roy Lichtenstein en 1963.

Œuvres permanentes
- Urban Light, par Chris Burden en 2008.
- Levitated Mass, par Michael Heizer en 2012[2].

## Donateurs renommés.
Fondateur Williams Ruth
- William Randolph Hearst
- Sir Arthur Gilbert (1819-1895) (Gilbert Collection)
- Armand Hammer (1890-1990)
- Bernard Lewin (en) (1906-2003)
- Camilla Chandler Frost
- Norton Simon (1907-1993)
- Lilya Pavlovic-Dear (1947-)